# Didkowce
Didkowce (ukr. Дідківці) – wieś na Ukrainie, w obwodzie chmielnickim, w rejonie biłohirskim, nad Horyniem.